# 김재숙
김재숙(金宰淑, 1934년 4월 9일 - )은 전 재일본대한민국민단 단장이다.

## 약력[1]
주오 대학 법학부, 동대학 전공과(형사법).
- 1963년～1964년 - 재일한국학생동맹위원장(중앙본부)
- 1964년～1969년 - 재일한국청년동맹위원장(중앙본부)
- 1970년～1973년 - 민단중앙본부조직국
- 1973년～1980년 - 민단 아이치 본부 사무국장
- 1980년～1983년 - 민단 아이치 현 지방 본부장 및 아이치 상은이사
- 1989년～1991년 - 학교법인 나고야 한국학교 교장
- 1991년～1994년 - 민단중앙본부부단장
- 1997년～2000년 - 민단중앙본부부단장

2000년 민단 중앙단장선거에 출마했다. 지방참정권의 획득 및 신용조합문제에의 대처, 「21세기위원회」 설치,「복지문제추진위원회」설치,「조직공로자회」설치를 공약으로 내세워 같은 해 3월 중앙단장으로 선출되었다.

## 참고 문헌
1. ↑  団長候補インタビュー